# ویسواوا کواشنیفسکا
ویسواوا کواشنیفسکا (انگلیسی: Wiesława Kwaśniewska؛ زادهٔ ۱۶ ژوئن ۱۹۳۳) بازیگر اهل لهستان است.
از فیلم‌هایی که وی در آن‌ها نقش داشته است، می‌توان به ازدواج مصلحتی و یانوشیک اشاره نمود.